# Cladius brullei
Cladius brullei är en stekelart som först beskrevs av Anders Gustav Dahlbom 1835.  Cladius brullei ingår i släktet Cladius, och familjen bladsteklar. Arten är reproducerande i Sverige.